# Kris Bankston
Kristeon Lamar "Kris" Bankston (Pine Bluff, Arkansas; 11 de junio de 1999) es un baloncestista estadounidense que pertenece a la plantilla del Tofaş S.K. de la Basketbol Süper Ligi turca. Con 2,06 metros de estatura, juega en la posición de ala-pívot o de pívot. 

## Trayectoria deportiva

### Universidad
Jugó cuatro temporadas con los Trojans de la Universidad de Arkansas-Little Rock, aunque una de ellas, la 2019-20, se la perdió casi por completo debido a una lesión. Promedió 5,7 puntos y 3,7 rebotes por partido.
Tras la pandemia de COVID-19 fue transferido a los Spartans de la Universidad Estatal de Norfolk. Allí disputó dos temporadas más, en las que promedió 12,7 puntos, 7,0 rebotes y 1,3 tapones por partido, siendo incluido en el mejor quinteto de la Mid-Eastern Athletic Conference en 2023, en el segundo mejor quinteto en 2022, y en el mejor quinteto defensivo en ambas temporadas.

### Profesional
Tras no ser elegido en el Draft de la NBA de 2023, disputó las Ligas de Verano de la NBA con los Minnesota Timberwolves. El 17 de julio firmó su primer contrato profesional con el Hapoel Be'er Sheva B.C. de la Ligat ha'Al israelí, pero solo disputó siete partidos de liga, promediando 15,1 puntos y 9,9 rebotes.
El 23 de octubre de 2023 firmó con el Aris BC de la A1 Ethniki griega. Allí disputó una temporada en la que promedió 7,8 puntos y 3,7 rebotes por partido.
El 5 de julio de 2024 firmó contrato con el Tofaş S.K. de la Basketbol Süper Ligi turca.